# Dialekt svrljisko-zaplański

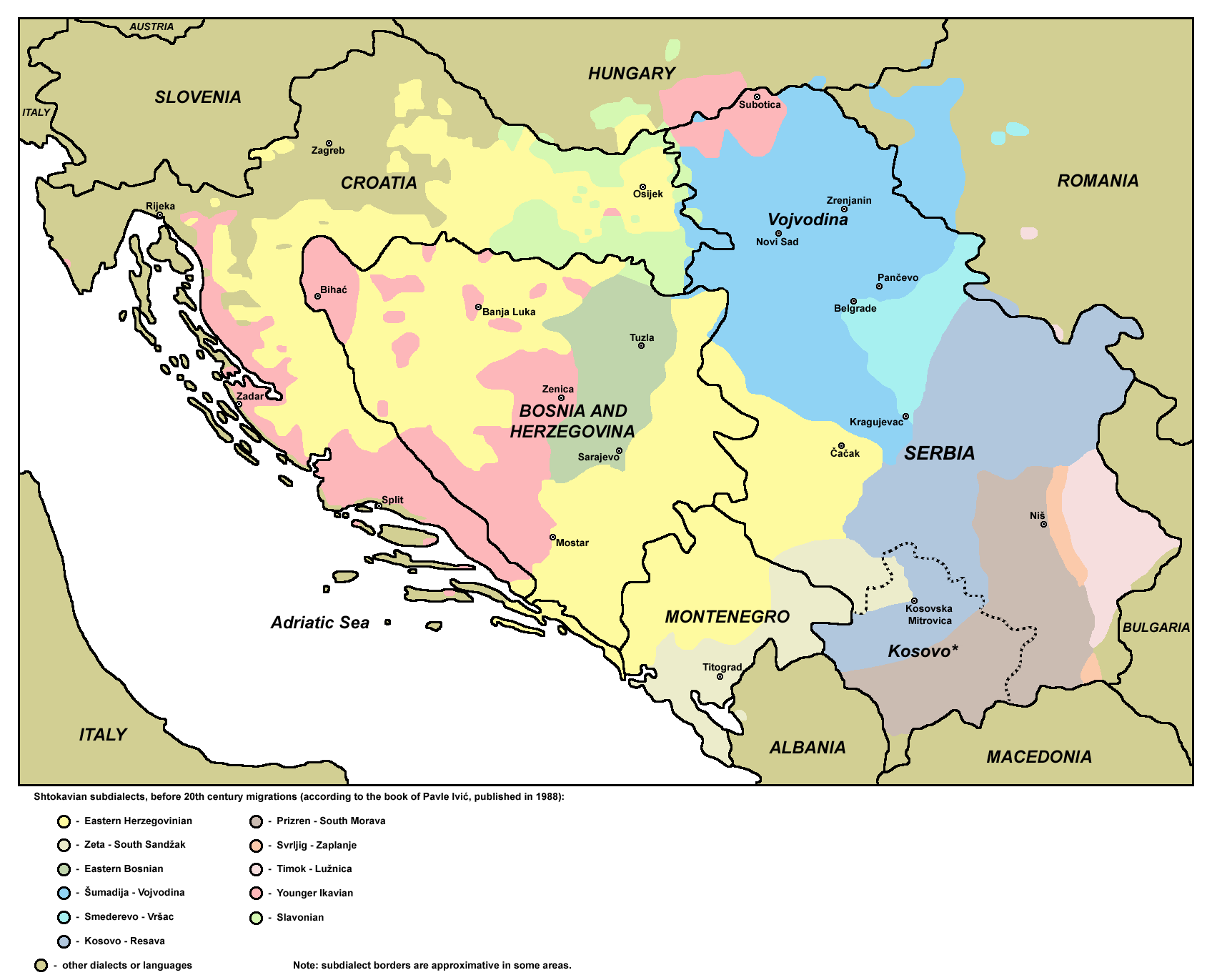
Dialekty sztokawskie i torlackie, w tym dialekt svrljisko-zaplański

Dialekt svrljisko-zaplański (serb.-chorw. svrljiško-zaplanjski dijalekt) – dialekt należący do grupy dialektów torlackich, włączanych niekiedy do grupy dialektów sztokawskich. Obszar zajmowany przez ten dialekt ma specyficzny, podłużny kształt długiego na około 120 km i szerokiego na 15 km pasa ciągnącego się wzdłuż licznych dolin, równolegle do biegu Południowej Morawy, przechodzący przez miasto Svrljig. Niezwykły kształt obszaru dialektalnego jest skutkiem mających miejsce w przeszłości migracji ludności.

## Cechy językowe
Do cech fonetycznych dialektu prizreńsko-południowomorawskiego należą:
- akcent ekspiratoryczny, bez pierwotnego iloczasu i tonów, najczęściej na pierwotnej pozycji, tj. bez nowosztokawskiej retrakcji akcentu[3],
- zestaw fonemów samogłoskowych złożony z a, e, i, u, o, ə oraz sonantycznego r̥, przy czym ə (szwa), kontynuuje dawne jery *ъ, *ь, np. dəska, kəd, ječəm, dənəs, momək, kladənəc, izətkən petkir, səs, oprócz tego też wtórnie, np. ogəń, dovezəl, nesəm i w turcyzmach, np. balčək, kadər, bogatlək[4],
- sonantyczne *l̥ gdzieniegdzie zostało zachowane, jednak na ogół dało u, np. vuna, bua, Bugrin; rzadziej la~lə, np. slənce, dlagi rukavi, bądź też lu i li, np. slunce, sluze, slunčokret, dlibok[5],
- zachowanie -l na końcu sylaby i wyrazu, np. umrl, delil, ubil, vrelce, bolni, rasolnicu, choć pod wpływem języka literackiego pojawiają się formy typu imáo, radéo[5],
- brak fonemu χ, w zasadzie też f, a v i j mają niestabilną artykulację[5],
- występowanie fonemu ʒ (dz), np. ʒvona, ʒədńe, ʒunʒar, ʒid, oʒad, poʒadi, buʒe[5],
- pojawianie się afrykat w grupach ps, pš, žb > pc, pč, ǯb, np. pcéta, pčenica, véǯba[3],
- głoski ć i đ na miejscu prasłowiańskich *ť i *ď, np. svećá, veđá, dođe (lub dojde)[3],
- asymilowane formy typu zémńa, žl’úna, uznem, mumírza~momírza[3],
- metateza w wyrazach grojze, lojze[3].

Morfologia dialektu svrljisko-zaplańskiego, podobnie jak w przypadku pozostałych dialektów torlackich, charakteryzuje się licznymi bałkanizmami. Do szczególnych cech morfologicznych należą:
- uproszczenie systemu przypadkowego do mianownika, biernika (przypadku zależnego) i wołacza[3],
- wołacz typu Svetomire, vodeničaru, prijatel’u, choć może być równy mianownikowi, np. sínko, Sáško[6],
- skamieniałe formy narzędnika funkcjonujące jako przysłówki, np. dańom, redom, krádom, véčerom, jútrom[6],
- formy liczby mnogiej neutrów na -e z końcówkami -ići, -iči, -ci, np. dugmići, tičići, pičiči, snopčiči, praci, telci[6],
- dawne rzeczowniki żeńskie zakończone na spółgłoskę otrzymały sufiks -ka i przeszły do zwykłej odmiany żeńskiej, np. vaška, koska, ćerka, majka, zachowane są jedynie formy typu jednu večer, celu noć[6],
- brak rodzajnika -ət, -ta, -to[6],
- liczebniki sedom ‘7’, osom ‘8’[6],
- zaimki dzierżawcze 3. osoby ńon ‘jego’, ńójəń~ńóan ‘jej’, ńin~ńían ‘ich’[6],
- zaimek wskazujący toj lub tuj zamiast to[6],
- częste użycie celownikowej enklityki si, np. kudé si poníđemo ‘dokąd sobie pójdziemy’[6],
- enklityczny zaimek osobowy 3. osoby rodzaju żeńskiego brzmiący voj / vu w celowniku i ju w bierniku, enklityczne zaimki liczby mnogiej brzmią zaś im w celowniku i i w bierniku (a nie gi)[6],
- tryb rozkazujący typu viđ, jeđ, a w liczbie mnogiej typu vidéte, jedéte, noséte[6],
- żywe użycie imperfektu, końcówką 1. os. l. poj. jest -eja lub -šem, np. smeja, imašem, w 1. os. l. mn. -eamo i -šemo, np. smeamo, imašemo, 2. i 3. os. l. poj. kończy się na -o lub -še, np. imao, teo, zaś 3. os. l. mn. kończy się na -še lub -oše, np. pričaoše[7],
- aoryst jest najczęstszym sposobem wyrażania przeszłości, charakterystyczna jest jego końcówka w 1. os. l. mn. -mo (nie -smo)[8],
- czas przyszły typu ću vi kážem[8],
- imiesłów przysłówkowy współczesny z końcówką -eći, np. idéći ‘idąc’[8].

Charakterystycznymi zjawiskami w svrljisko-zaplańskiej składni są:
- użycie dawnego biernika jako przypadka zależnego (z przyimkami lub bez)[8],
- przyimek kude~kide synonimiczny z kod i oko[8],
- podwajanie przyimków, np. za u rídnici, za u ńínu kúću, na kude Morávu[8],
- w narracji typowym czasem jest aoryst, imperfekt jest używany węziej, a czas przeszły złożony (perfekt) pojawia się bez czasownika posiłkowego, np. tátko ne bíl góre[8].

Pod względem słownictwa dialekt svrljisko-zaplański jest zbliżony do dwóch pozostałych dialektów torlackich – prizreńsko-południowomorawskiego i timocko-łużnickiego – różnice sprowadzają się z reguły do kwestii fonetycznych i morfologicznych.